# Asto Vidatu
Asto Vidatu é o deus persa da Morte. Juntamente como daeva Aesma procuram e tentam apanhar as almas dos falecidos que buscam o caminho do céu.